# Los Maitenes (Limache)
Los Maitenes es una localidad rural de la comuna de Limache, Región de Valparaíso, Chile, situada entre San Francisco de Limache y Olmué, y tiene un total de 1.205 habitantes. Debe su nombre a la abundancia de especímenes de maitén en el sector.
En la localidad se encuentra la Escuela Básica Los Maitenes, dependiente de la Ilustre Municipalidad de Limache, el Centro Recreativo Los Maitenes, dependiente del Servicio de Bienestar Social de la Armada y la Capilla de Los Maitenes, construida en 1906, perteneciente a la parroquia de Nuestra Señora de Lourdes de San Francisco de Limache.